# Международные договоры об авторском праве
В мире существуют международные договоры, которые обеспечивают автоматическую защиту авторских прав творческих произведений, как только они фиксируются на носителе. Есть два основных международных соглашения об авторском праве - это Бернская конвенция и Буэнос-Айресская конвенция. 

## Бернская конвенция
Бернская конвенция по охране литературных и художественных произведений (также именуемая просто Бернской конвенцией) вступила в силу в 1887 году. Конвенция требует, чтобы охрана всех творческих произведений на фиксированном носителе была автоматической и действовала не менее 50 лет после смерти автора для любых произведений, кроме фотографических и кинематографических работ. Защита фотографических работ равняется 25 годам. Кинематографические произведения охраняются в течение 50 лет после первого показа. Бернская конвенция также допускает правило более короткого срока, заявляя, что «если законодательством этой страны не предусмотрено иное, срок не должен превышать срок, установленный в стране происхождения произведения». Однако, не все страны применяют это правило.

## Буэнос-Айресская конвенция
Буэнос-Айресская конвенция (Третья Панамериканская конвенция) — это договор, подписанный большинством стран Северной и Южной Америки в 1910 году. Конвенция охраняет все творческие работы, если они содержат уведомление, что автор заявляет о своих правах на него. Буэнос-Айресская конвенция также установила правило более короткого срока, при котором продолжительность срока действия авторского права на произведение в стране была в зависимости от того, что было короче — продолжительность срока в стране-источнике или в стране, защищающей произведение. Все страны Буэнос-Айреса теперь также являются участниками Бернской конвенции, но элементы из Буэнос-Айреса по-прежнему используются в современную эпоху, например, правило более короткого срока.